# アルフレート・ノイバウアー
アルフレート・ノイバウアー（Alfred Neubauer, 1891年3月29日 - 1980年8月22日）は、1926年から1955年にかけダイムラー・ベンツ（メルセデス・ベンツ）のレーシングチームを率い、一時代を築いたレーシングチーム監督である。

## 概要
ノイバウアーは元々はダイムラー社の自社チームのドライバーだったが、レーシングドライバーとしては芽が出なかった。しかし、レーシングチームのマネージメントを専門にする役割の重要性に気づいたことで、「監督」（Rennleiter、レンライター）というポジションを着想した。
監督となったノイバウアーは自動車レースに戦略の概念を持ち込み、ピットストップ戦略を編み出した。そのために、走行中のドライバーに色旗や板（サインボード）で指示を伝える方法を発明した。

## 経歴
1891年にオーストリア＝ハンガリー帝国のオストラウ（現在のチェコ、オストラヴァ）近郊のノイティッチャイン（ノビー・イーチン）にて、家具職人の子として生を受けた。
通常の教育を受けた後、トライスキルヒェンの陸軍士官学校に入り、砲兵科の士官候補生となった。

### 初期の経歴

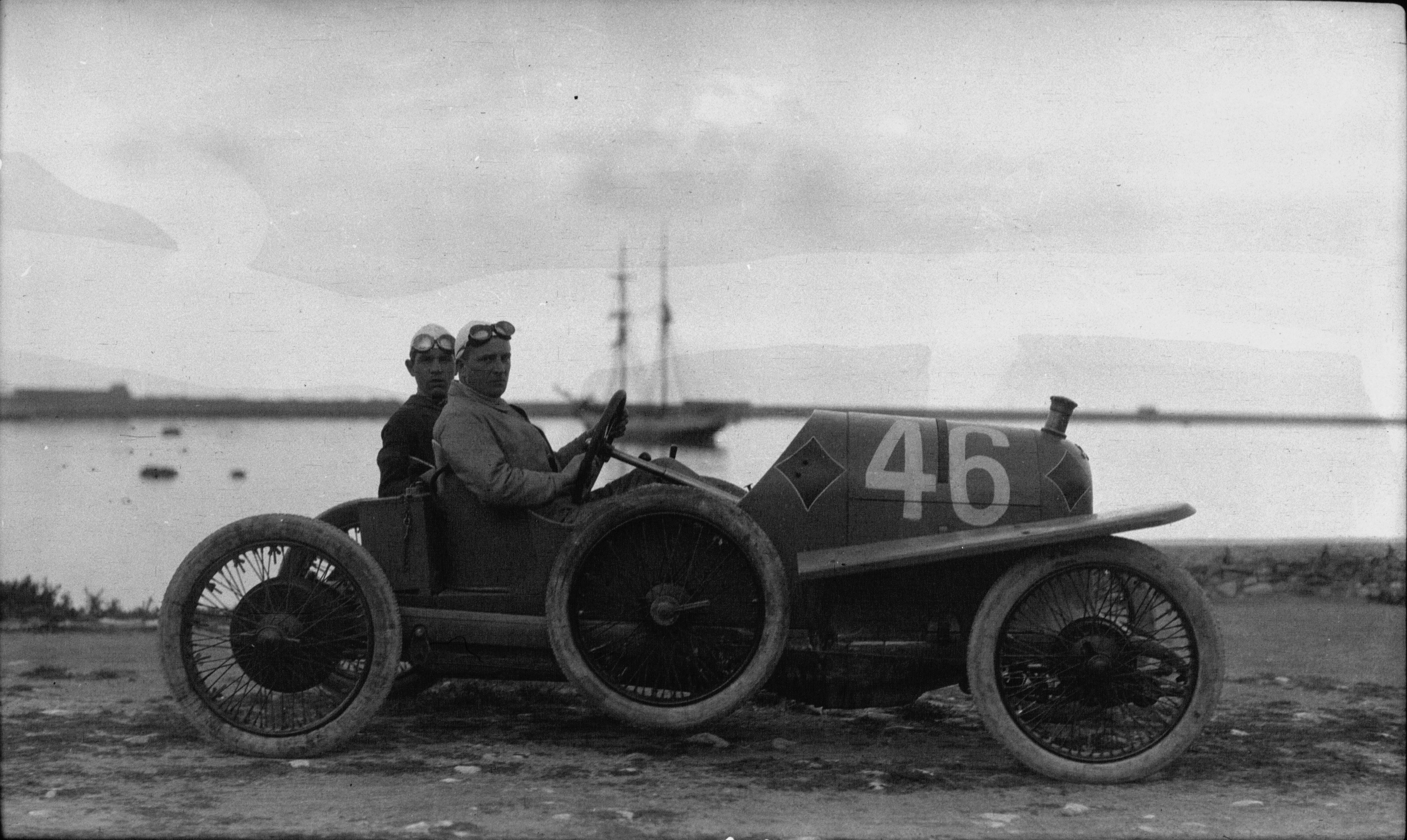
1922年のタルガ・フローリオに、アウストロ・ダイムラーのレースドライバーとしてサッシャを駆って出走した際のノイバウアー。

1914年に第一次世界大戦が始まると帝国陸軍には牽引自動車（砲兵トラクター）によって野砲を牽引する部隊が組織され、ノイバウアー「中尉」はその部隊に配属された。やがて、ノイバウアーはそのトラクターを製造していた自動車会社アウストロ・ダイムラーの工場における特別任務に就き、同社の重役であったフェルディナント・ポルシェとも面識を得る。
1918年の終戦時にポルシェの薦めでアウストロ・ダイムラーに残り、ポルシェに推されてチーフテストドライバーとなる。1922年からはドライバーとしてレースにも参戦するようになった。

### 「監督」ノイバウアー
1923年春、ポルシェがシュトゥットガルトのダイムラー（1926年設立のダイムラー・ベンツの前身）に技術部門の長として移ったため、ノイバウアーもダイムラーに移籍した。
ドライバーとしていくつかのレースに参戦したノイバウアーは、自身の凡庸な走りとチームメイトであり当時の第一人者であるクリスティアン・ラウテンシュラガー、クリスティアン・ヴェルナーらの見事な走りとの違いに次第に打ちのめされていくこととなる。本人が失意を感じる一方、上司であるポルシェとダイムラー社の取締役であるヴィルヘルム・キッセルはノイバウアーにレーシングチームを円滑に管理運営するマネージメント能力という別の才能を見出していた。
そして、1926年7月にアヴスで開催された第1回ドイツグランプリがノイバウアーにとっての転機となって訪れる。このレースにメルセデスチームから出場した新人ルドルフ・カラツィオラは、初めて挑んだビッグレースで豪雨の中で見事な走りを見せて優勝を果たす。ノイバウアーはそれまで同社の後輩ドライバーとして侮って見ていたカラツィオラの走りによってドライバー引退を決意させられるとともに、彼がレース途中でピットインするまで自分がトップを走っていることを知らなかったという話を聞いてひとつの啓示を得ることになる。「チーム監督」（Rennleiter、レンライター）というポジションの着想である。
1926年当時、レース中のドライバーはひとたびスタートすればチームからも隔絶され、文字通り孤独な戦いを強いられていた。そのため、自分自身が何番手で走っているのかということすらよく把握できず、自分が優勝したことをレース後に知ってドライバー本人が驚いた、ということすらしばしば起こるほどであった。そうした状況を是正するため、ノイバウアーはレースの状況やドライバーが取るべき戦術判断を、色のついた旗や板（後にサインボードと呼ばれることとなる）を用いてドライバーに伝達する仕組みを考案した。
この方法は、1926年9月12日にシュトゥットガルトに程近いソリチュード・サーキットで行なわれたレースで初めて用いられた。このレースの主催者（ドイツ自動車連盟の会長）は、ノイバウアーがドライバーに指示を与えるためレーストラック上に立つことについて、その「ふざけた行動」が他のドライバーたちを苛立たせているとして、注意を与えた。それに対するノイバウアーの説明は「自分は監督だから」という、当時の人間にとっては不可解なものだった。しかし、この年に発足した「メルセデス」チームのメルセデス・ベンツ・SS、同SSKはカラツィオラによって駆られ、瞬く間に多くの勝利を得た。
チームにおけるノイバウアーの貢献は、その卓越した戦術判断のみによるものではなく、その完璧主義によるところも大であった。ノイバウアーはピットクルーにも完璧を求め、軍隊さながらにピットクルーを鍛えた結果、メルセデスチームは他チームに対してピット作業においても常にアドバンテージを持つようになった。

### ホワイト・エレファント：ミッレミリアの勝利

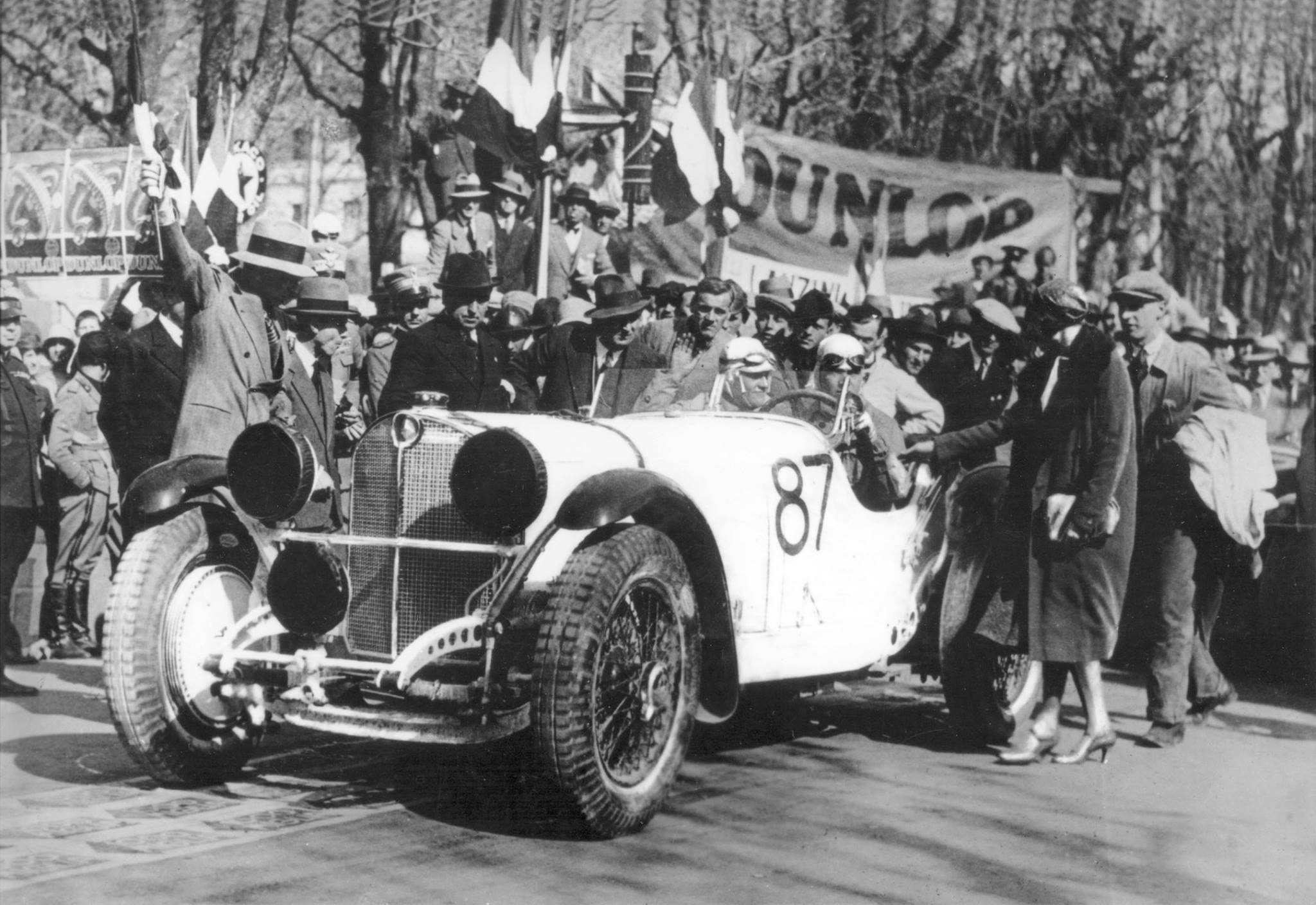
1931年ミッレミリアのメルセデス・ベンツ・SSKL。写真中央左の黒い帽子をかぶってる人物がノイバウアー。

ノイバウアーとメルセデスチームの数ーの勝利の中でも、1931年のミッレミリアの勝利は特筆されるもののひとつである。
世界恐慌の影響による経済的な問題で、この時期のダイムラー・ベンツは自社チームによる参戦を止めており、資金的に余裕がない状態で参戦したものである。またイタリア国内の公道を1000マイルもの距離を走って争われるレースであるため、1927年の初開催以来いずれの年も文字通り「地の利」のあるイタリア勢が優勝を収めており、「外国メーカー」には厳しいレースであるとみられてもいた。
レースを完走するためには最低4回の燃料補給を行う必要があったが、メルセデスチームには整備員が3名しかおらず、4か所全てにあらかじめ整備員を配置しておくということはできなかった。そこでノイバウアーは一計を案じ、このレースがイタリア北部ブレシアとローマの間を大きく楕円状に一周するレイアウトであるところに目をつけ、各給油所の間をショートカットすることで、ドライバーが駆るレースカーより先に給油所に到達するという作戦を考案した。
この作戦は成功し、カラツィオラが駆る白く塗られた「ホワイト・エレファント」メルセデス・ベンツ・SSKLは「イタリアン・レッド」で塗られたイタリア勢を下してこの年のレースを制した。このレースは1957年に終了するまで計24回開催されることとなったが、そのうち「外国メーカー」による優勝は3回であり、メルセデスチームはその最初の1勝を挙げたのである。

### メルセデスの活動停止期間
1932年、ダイムラー・ベンツはレース活動を完全に停止してしまい、ノイバウアーはパリ、ジュネーブなどのヨーロッパ各地の自動車ショーを回って取引先を探し出すという業務に従事することになる。
1932年、カラツィオラはアルファ・ロメオに加入してメルセデス陣営を離脱してしまい、この年のノイバウアーは（前年までのカラツィオラ同様）メルセデス車両を駆ってプライベーターとして出場していたハンス・シュトゥック、マンフレート・フォン・ブラウヒッチュのチーム監督を本業と並行して細々と務めるようになる。
新鋭のブラウヒッチュはこの年5月のアヴスレンネンを制して名を馳せるが、ダイムラー・ベンツは活動を停止して3年目となっても一向に復帰の気配を見せず、ノイバウアーは1932年のシーズン後に移籍を決断する。この年の半ばに設立されたアウトウニオンはレース参戦の計画を練っていたところであり、ノイバウアーが同社との仮契約にサインするまでに時間はかからなかった。しかし、辞職届を受け取ったダイムラー・ベンツ取締役会議長のキッセルによって慰留され、この移籍は実現せずに終わる。翌1933年、ダイムラー・ベンツは1934年の新規定導入に合わせてレース活動を再開することを決定する。

### シルバーアロー

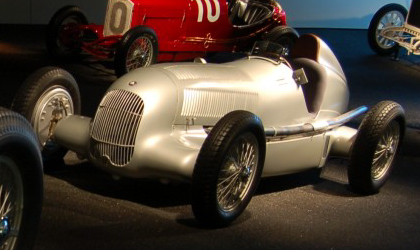
メルセデス・ベンツ・W25

世界恐慌の影響でレース活動を停止していたダイムラー・ベンツは、1934年の新フォーミュラ（750kgフォーミュラ）の導入に合わせてレースに復帰する。ノイバウアーは再びチーム監督となり、これがノイバウアーにとって最良の時代とされる「シルバーアロー」時代（1934年 - 1939年）の始まりとなる。
1934年6月、新規定に合わせて製作された新型車両メルセデス・ベンツ・W25はニュルブルクリンクにおけるアイフェル・レンネンでデビューレースを迎える。しかし、レース前日になってW25の重量が751kgあり、規定を1kgオーバーしていることが判明した。ノイバウアーと、ドライバーのブラウヒッチュは、当時のメルセデスがまとっていた白い塗装を研磨して剥がすことを思いつき、W25はその塗装を全て剥がされ、アルミニウムの銀色の素地を露出させた姿となった。これが、シルバーアローの始まりとなる（詳細は「シルバーアロー」を参照）。
「シルバーアロー」時代は、ドイツ車がヨーロッパのグランプリを席巻した時代でもあり、優勝は常にメルセデス・ベンツとアウトウニオンによって争われた。メルセデスチームにとって最も輝かしい時代となったこの時期、ドライバーとしてカラツィオラ、ブラウヒッチュに加えて、ヘルマン・ラング、リチャード・シーマンを擁し、ノイバウアーは栄光の時代を支え享受した。
しかし、第二次世界大戦の勃発（1939年9月）によりレース活動は全て停止となり、戦時中の1939年から1945年にかけて、ノイバウアーはダイムラー・ベンツの修理部門の責任者を務めた。当初、北アフリカ戦線に展開していたドイツアフリカ軍団で飛行機修理にあたるため、オランダで研修を受けていた。しかし、着任する予定だったアフリカの部隊が全滅してしまったためアフリカに渡ることはなく、東部戦線の前線近くに複数の修理工場を設置するための管理業務をベルリンから行うようになった。ドイツが敗戦すると収容所に入れられたものの、2週間で釈放された。

### 第二次世界大戦後

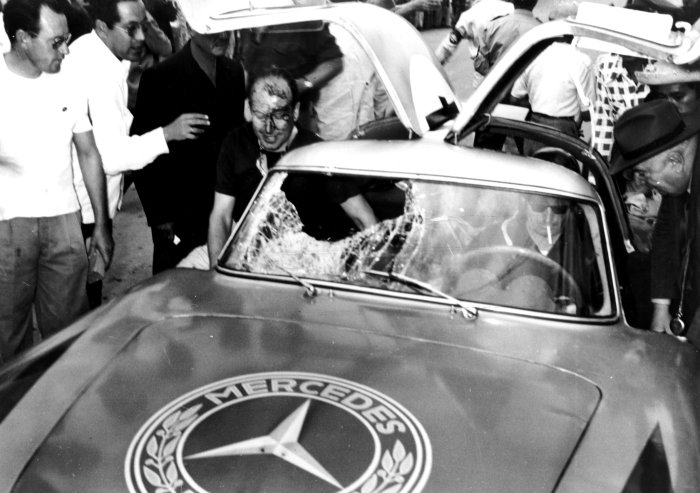
1952年カレラ・パナメリカーナ・メヒコに参戦する300SL

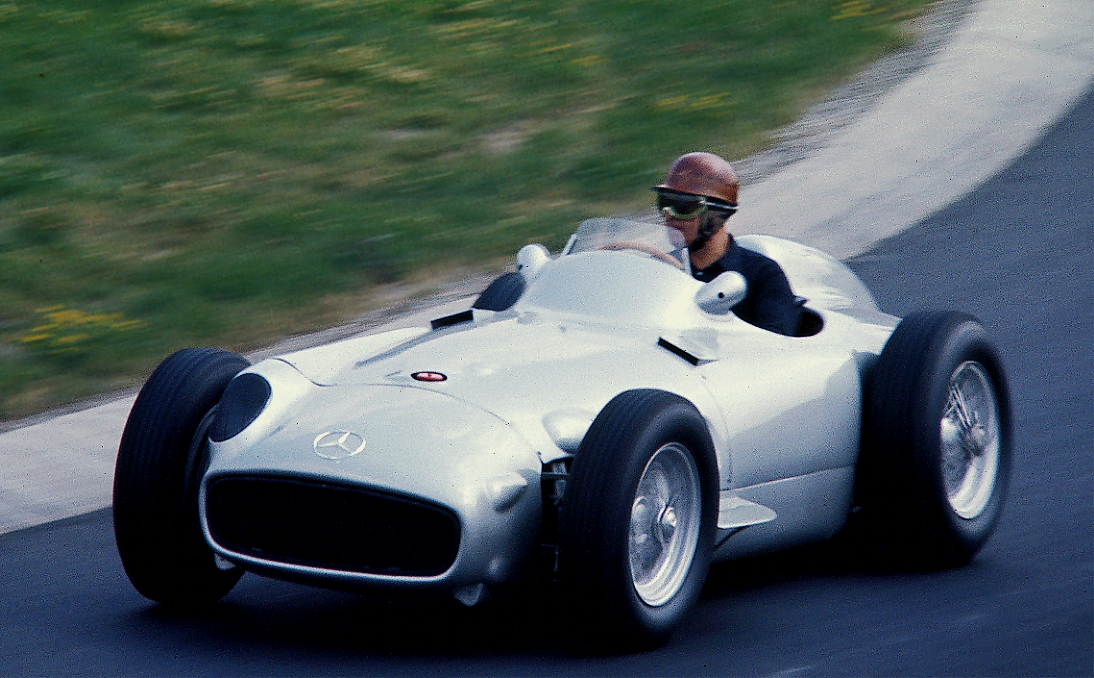
メルセデス・ベンツ・W196

第二次世界大戦の終戦後、ノイバウアーは可能な限り早期のレース復帰を図ったが、メルセデスチームの再結成はドイツで自動車レースが再開された1950年のこととなる。ドイツのフォーミュラカーでの復帰には時間的余裕もなかったため、取締役のフリッツ・ナリンガーの提案を受けて、市販車300を流用して300SLプロトタイプ（W194）を開発してレースに挑むことになる。
1952年には、ノイバウアーの指揮の下でスポーツカーレースに参戦し、ル・マン24時間レース、カレラ・パナメリカーナ・メヒコで300SLが優勝を飾った。
1954年には、満を持してグランプリレース（この年にはすでにF1となっている）に復帰し、新たな「シルバーアロー」メルセデス・ベンツ・W196、ドライバーとしてファン・マヌエル・ファンジオを擁して、1954年、1955年と続けてファンジオのチャンピオン獲得に貢献した。当時のF1はチームに対するタイトル（コンストラクターズタイトル）を設けていなかったが、メルセデスチームはこの2年で12戦に参戦し、そのうちの9戦で優勝を挙げるという驚異的な成績を残した。

### 突然の終焉
順風満帆の復帰を果たしたかに見えたメルセデスチームの活動は、1955年のル・マン24時間レースにおいて暗転した。
このレースにおいて、ピエール・ルヴェー駆るメルセデス・ベンツ・300SLRはレース中のアクシデントにより観客席に飛びこみ、80人以上の人命を奪い、100人以上の重軽傷者を出した。今日ではこの事故は、4台の車が交錯した結果偶発的に起きたものであると考えられており、ドライバー、あるいは車両、いずれにも責任を問える性質のものではなかったとみなされているが、メルセデス・ベンツはシーズン後に全てのレース活動から撤退することを決断した。これにより、ノイバウアーもレースから引退した。
レース活動からの撤退という決定により、メルセデスチームはレースカーの引退セレモニーを行い、引退する車両にファンジオらとともにシートをかけた際には涙を浮かべたという。
引退後は、ダイムラー・ベンツの博物館の館長に就任し、レースに関する著述活動こそ積極的に行なったものの、レースそのものには一切関わることなく、1980年にシュトゥットガルトで死去した。その名は今日でも、自動車レース黎明期の名監督として残っている。

## 人物
監督としての現役時には「ドン・アルフレート」、「太っちょ」（ドイツ語: Den Dicken, 英語: the fat man）とあだ名された。
厳めしい風貌をしているが、大変な人情家であり、ドライバーたちから慕われた。作戦会議の時の姿は兵士に囲まれた陸軍大将、もしくは羊の群れのなかにいる腕の良い羊飼いといった感じで、よく届く声をしていた。
口が悪く、そのためにしばしばレースのスチュワード（審議委員）と口論して問題を起こした。とっさに怒鳴り、罵り、口からでまかせを言うことがあり、本人も悪癖である自覚を持っていた。

## エピソード
- 1932年アヴスレンネン（フランス語版）のレース前夜にエリック・ヤン・ハヌッセンと出会い、彼がそのレースの優勝者（ブラウヒッチュ）と死亡するドライバー（ロプコヴィッツ（ドイツ語版））を的中させたため、彼の「千里眼」を信じていた[9]。
- アドルフ・ヒトラーのことは嫌っており、ナチスが権力を握っていた時期にも公然と冗談の対象にすることがあった[W 2]。